# Orde van het Geloof in Jezus Christus

Het embleem van de orde

Deze Ridderorde van het Geloof in Jezus Christus werd in de eerste helft van de 13e eeuw ingesteld en had als doel de persoon en de bezittingen van Amaury Graaf van Toulouse (?- 1241) te beschermen. Ook oorlog tegen de ketters en het behoud van het christelijke geloof worden door Ackermann als doelstellingen genoemd.
Ackermann vermeldt de orde als een van de historische orden van Frankrijk.